# PDC World Darts Championship 2006
De Ladbrokes World Darts Championship 2006 is een internationaal dartstoernooi dat werd gehouden van 19 december 2005 tot en met 2 januari 2006 in het Engelse Purfleet. De LWDC kunnen worden gezien als het wereldkampioenschap voor de PDC. Hierdoor is dit toernooi het belangrijkste toernooi dat onderdeel uitmaakt van diezelfde PDC.
Het toernooi werd gewonnen door Phil Taylor die het toernooi voor de dertiende keer in zijn loopbaan op zijn naam schreef. Taylor die in de halve finale door het oog van de naald kroop in een spannende confrontatie met Wayne Mardle speelde in de finale weer als vanouds en maakte gehakt van zijn landgenoot Peter Manley. De finale werd uiteindelijk met 7-0 door Taylor gewonnen. Taylor liet er vanaf het begin geen gras over groeien door in de eerste leg Manley direct te breken en vervolgens zijn eigen leg te behouden door middel van een maximale uitgooi van 170, waarna opnieuw een break volgde en de eerste set werd binnengehaald. Daarna liep Taylor met speels gemak over Manley heen. De setstanden waren 3-0, 3-2, 3-2, 3-1, 3-1, 3-0 en 3-0.

## Eerste ronde
| Datum       | Naam                 | Land      |   | Naam               | Land             | Score |
| ----------- | -------------------- | --------- | - | ------------------ | ---------------- | ----- |
| 19 december | Steve Alker          | Wales     | - | Alan Caves         | Engeland         | 3 - 1 |
| 19 december | Jason Clark          | Schotland | - | Steve Maish        | Engeland         | 3 - 2 |
| 19 december | Adrian Lewis         | Engeland  | - | Dave Honey         | Engeland         | 3 - 0 |
| 19 december | Wes Newton           | Engeland  | - | Yasuhiko Matsunaga | Japan            | 3 - 0 |
| 19 december | John Part            | Canada    | - | Chengan Liu        | China            | 3 - 0 |
| 19 december | Steve Beaton         | Engeland  | - | Jan van der Rassel | Nederland        | 0 - 3 |
| 19 december | Phil Taylor          | Engeland  | - | David Platt        | Australië        | 3 - 0 |
| 19 december | James Wade           | Engeland  | - | Wayne Jones        | Engeland         | 2 - 3 |
| 20 december | Darren Webster       | Engeland  | - | Erwin Extercatte   | Nederland        | 2 - 3 |
| 20 december | Mark Walsh           | Engeland  | - | Warren Parry       | Nieuw-Zeeland    | 3 - 0 |
| 20 december | Dennis Smith         | Engeland  | - | Mark Salmon        | Wales            | 3 - 2 |
| 20 december | Lionel Sams          | Engeland  | - | John Kuczynski     | Verenigde Staten | 0 - 3 |
| 20 december | Andy Jenkins         | Engeland  | - | Patrick Bulen      | België           | 3 - 1 |
| 20 december | Roland Scholten      | Nederland | - | Dave Whitcombe     | Engeland         | 3 - 1 |
| 20 december | Colin Lloyd          | Engeland  | - | Gary Welding       | Engeland         | 2 - 3 |
| 20 december | Peter Manley         | Engeland  | - | Kevin Spiolek      | Engeland         | 3 - 0 |
| 21 december | Denis Ovens          | Engeland  | - | Geoff Wylie        | Noord-Ierland    | 3 - 1 |
| 21 december | Dennis Priestley     | Engeland  | - | John MaGowan       | Noord-Ierland    | 3 - 1 |
| 21 december | Terry Jenkins        | Engeland  | - | Jimmy Mann         | Engeland         | 3 - 2 |
| 21 december | Matt Clark           | Engeland  | - | Ken Woods          | Canada           | 3 - 0 |
| 21 december | Bob Anderson         | Engeland  | - | Andy Hamilton      | Engeland         | 2 - 3 |
| 21 december | Wayne Mardle         | Engeland  | - | Brian Roach        | Australië        | 3 - 1 |
| 21 december | Mark Dudbridge       | Engeland  | - | Darin Young        | Verenigde Staten | 3 - 0 |
| 21 december | Ronnie Baxter        | Engeland  | - | Ray Carver         | Verenigde Staten | 2 - 3 |
| 22 december | Jamie Harvey         | Schotland | - | Tomas Seyler       | Duitsland        | 0 - 3 |
| 22 december | Erik Clarys          | België    | - | Winston Cadogan    | Barbados         | 3 - 0 |
| 22 december | Colin Monk           | Engeland  | - | Andy Smith         | Engeland         | 0 - 3 |
| 22 december | Dave Askew           | Engeland  | - | Gerry Convery      | Canada           | 0 - 3 |
| 22 december | Alex Roy             | Engeland  | - | Alan Tabern        | Engeland         | 2 - 3 |
| 22 december | Kevin Painter        | Engeland  | - | Dale Newton        | Engeland         | 3 - 1 |
| 22 december | Chris Mason          | Engeland  | - | Steve Hine         | Engeland         | 3 - 1 |
| 22 december | Alan Warriner-Little | Engeland  | - | Andree Welge       | Duitsland        | 3 - 0 |

## Tweede ronde
| Datum       | Naam                 | Land             |   | Naam               | Land      | Score |
| ----------- | -------------------- | ---------------- | - | ------------------ | --------- | ----- |
| 26 december | John Kuczynski       | Verenigde Staten | - | Jan van der Rassel | Nederland | 4 - 3 |
| 26 december | Andy Jenkins         | Engeland         | - | Wayne Jones        | Engeland  | 3 - 4 |
| 26 december | Gary Welding         | Engeland         | - | Erwin Extercatte   | Nederland | 4 - 1 |
| 26 december | Peter Manley         | Engeland         | - | Jason Clark        | Schotland | 4 - 3 |
| 27 december | Denis Ovens          | Engeland         | - | Steve Alker        | Wales     | 1 - 4 |
| 27 december | Mark Walsh           | Engeland         | - | Dennis Smith       | Engeland  | 0 - 4 |
| 27 december | Roland Scholten      | Nederland        | - | Tomas Seyler       | Duitsland | 4 - 2 |
| 27 december | Dennis Priestley     | Engeland         | - | Adrian Lewis       | Engeland  | 2 - 4 |
| 27 december | Kevin Painter        | Engeland         | - | Wes Newton         | Engeland  | 4 - 3 |
| 27 december | Phil Taylor          | Engeland         | - | Matt Clark         | Engeland  | 4 - 1 |
| 27 december | Mark Dudbridge       | Engeland         | - | Alan Tabern        | Engeland  | 4 - 0 |
| 28 december | Terry Jenkins        | Engeland         | - | Andy Hamilton      | Engeland  | 1 - 4 |
| 28 december | Ray Carver           | Verenigde Staten | - | Andy Smith         | Engeland  | 3 - 4 |
| 28 december | Alan Warriner-Little | Engeland         | - | Gerry Convery      | Canada    | 4 - 0 |
| 28 december | Wayne Mardle         | Engeland         | - | Erik Clarys        | België    | 4 - 1 |
| 28 december | John Part            | Canada           | - | Chris Mason        | Engeland  | 4 - 3 |

## Derde ronde
| Datum       | Naam            | Land      |   | Naam                 | Land             | Score |
| ----------- | --------------- | --------- | - | -------------------- | ---------------- | ----- |
| 28 december | Gary Welding    | Engeland  | - | John Kuczynski       | Verenigde Staten | 4 - 2 |
| 28 december | Wayne Jones     | Engeland  | - | Steve Alker          | Wales            | 4 - 1 |
| 29 december | Peter Manley    | Engeland  | - | Dennis Smith         | Engeland         | 4 - 3 |
| 29 december | Roland Scholten | Nederland | - | Adrian Lewis         | Engeland         | 3 - 4 |
| 29 december | Andy Smith      | Engeland  | - | Alan Warriner-Little | Engeland         | 2 - 4 |
| 29 december | Wayne Mardle    | Engeland  | - | John Part            | Canada           | 4 - 2 |
| 29 december | Phil Taylor     | Engeland  | - | Andy Hamilton        | Engeland         | 4 - 0 |
| 29 december | Kevin Painter   | Engeland  | - | Mark Dudbridge       | Engeland         | 4 - 1 |

## Kwartfinale
| Datum       | Naam                 | Land     |   | Naam          | Land     | Score |
| ----------- | -------------------- | -------- | - | ------------- | -------- | ----- |
| 30 december | Gary Welding         | Engeland | - | Wayne Jones   | Engeland | 0 - 5 |
| 30 december | Peter Manley         | Engeland | - | Adrian Lewis  | Engeland | 5 - 3 |
| 30 december | Alan Warriner-Little | Engeland | - | Wayne Mardle  | Engeland | 0 - 5 |
| 30 december | Phil Taylor          | Engeland | - | Kevin Painter | Engeland | 5 - 1 |

## Halve finale
| Datum     | Naam         | Land     |   | Naam         | Land     | Score |
| --------- | ------------ | -------- | - | ------------ | -------- | ----- |
| 1 januari | Wayne Jones  | Engeland | - | Peter Manley | Engeland | 0 - 6 |
| 1 januari | Wayne Mardle | Engeland | - | Phil Taylor  | Engeland | 5 - 6 |

## Finale
| Datum     | Naam         | Land     |   | Naam        | Land     | Score |
| --------- | ------------ | -------- | - | ----------- | -------- | ----- |
| 2 januari | Peter Manley | Engeland | - | Phil Taylor | Engeland | 0 - 7 |

World Cup Darts (WDF)

1977 · 1979 · 1981 · 1983 · 1985 · 1987 · 1989 · 1991 · 1993 · 1995 · 1997 · 1999 · 2001 · 2003 · 2005 · 2007 · 2009 · 2011 · 2013 · 2015 · 2017 · 2019 · 2021 · 2023
World Darts Championship (BDO)

1978 · 1979 · 1980 · 1981 · 1982 · 1983 · 1984 · 1985 · 1986 · 1987 · 1988 · 1989 · 1990 · 1991 · 1992 · 1993 · 1994 · 1995 · 1996 · 1997 · 1998 · 1999 · 2000 · 2001 · 2002 · 2003 · 2004 · 2005 · 2006 · 2007 · 2008 · 2009 · 2010 · 2011 · 2012 · 2013 · 2014 · 2015 · 2016 · 2017 · 2018 · 2019 · 2020
World Darts Championship (PDC)

1994 · 1995 · 1996 · 1997 · 1998 · 1999 · 2000 · 2001 · 2002 · 2003 · 2004 · 2005 · 2006 · 2007 · 2008 · 2009 · 2010 · 2011 · 2012 · 2013 · 2014 · 2015 · 2016 · 2017 · 2018 · 2019 · 2020 · 2021 · 2022 · 2023 · 2024 · 2025
World Darts Championship (WDF)

2022 · 2023 · 2024
World Seniors Darts Championship (WSDT)

2022 · 2023 · 2024 · 2025